# Banshee (mytologisk varelse)
För andra betydelser, se Banshee.

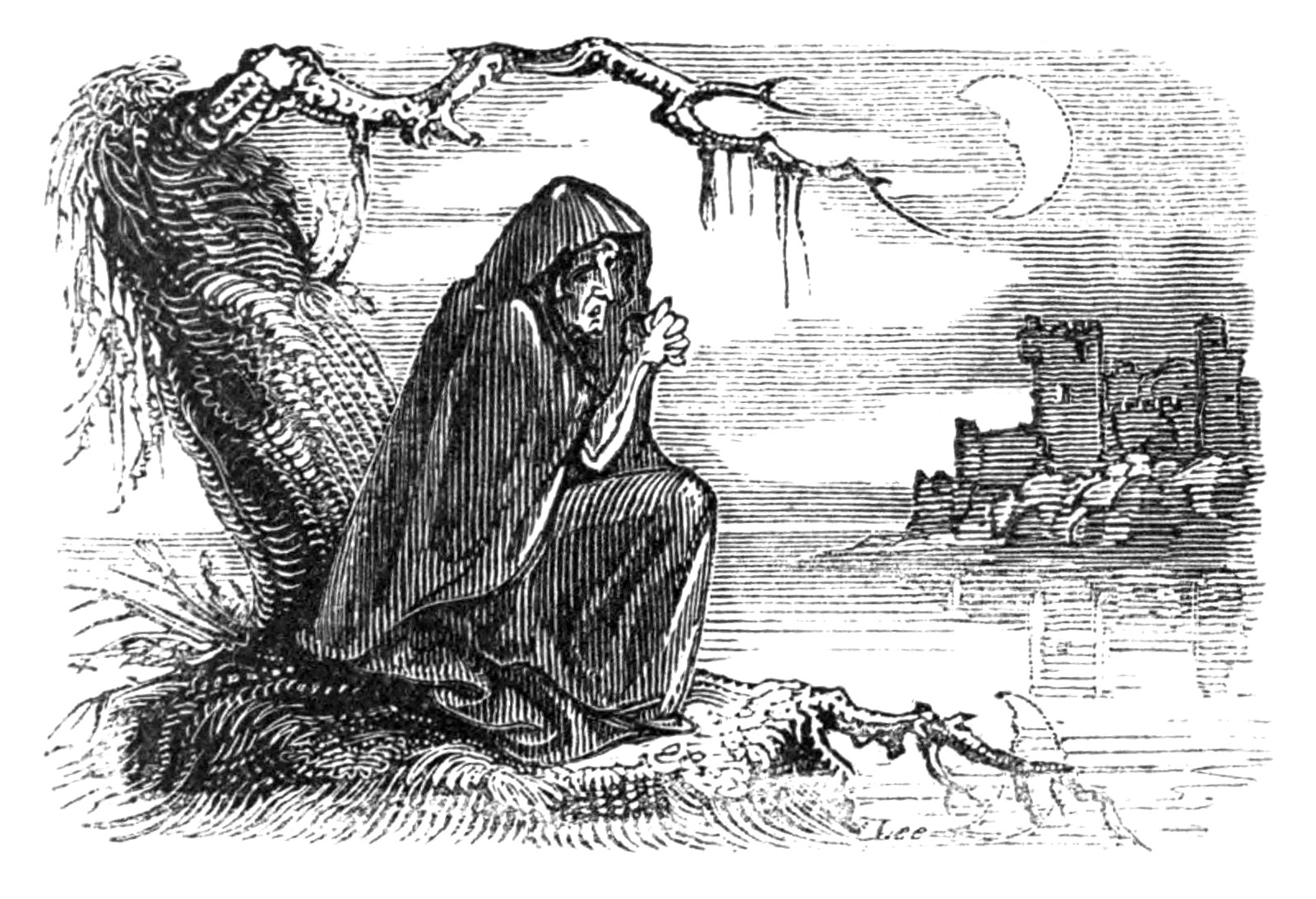
"Bunworth Banshee", från Fairy Legends and Traditions of the South of Ireland av Thomas Crofton Croker (1825).

En banshee (iriska: bean sidhe; gaeliska: ban sith) är ett kvinnligt väsen från irländsk och skotsk mytologi. Det uppenbarar sig i form av en kvinna och bär med sig dödsbud. Liknande gestalter finns även hos andra keltiska folk.

## Namnet
Namnet är sammansatt av de irländska orden bean (gaeliska: ban; 'kvinna') och sidhe (gaeliska: sith, 'fe') och betyder alltså kvinnlig fe.

## Funktion
Vanligtvis ses bansheen som ett dödsomen och en budbärare från den keltiska dödsvärlden. Bansheer följer bestämda familjer, och varslar om en familjemedlems bortgång med sitt karaktäristiska skri. Om flera bansheer kommer samman och skriar, är det ett tecken på en viktig persons död. 
Bansheen är alltid en kvinna som intar en av tre former – som en ung kvinna, som stilig dam eller som en gammal argbigga. Det händer också att hon blir sedd medan hon tvättar de blodfläckade kläderna till den som skall gå bort, hon kallas då bean-nighe (engelska: washer-woman).
Gestalten är gemensam för folktron inom de olika keltiska folken på Brittiska öarna. I Wales bär figuren namnet gwrach y Rhibyn (häxan från Rhibyn); där finns även den liknande dödsbringaren cyhyraeth, den stönande anden. En spökliknande budbärare av samma slag finns i bretonsk tradition.

## Tillhörande familjer
Vissa källor tyder på att bansheen endast begråter ättlingar som är av den "rena milesiska stammen" på Irland, enligt den ursprungliga traditionen, som verkar förknippa folkloren med ett antal forntida irländska familjer. Enligt denna tradition skulle en banshee inte begråta eller besöka någon av saxisk eller normandisk härkomst eller som kommit till Irland senare.
De flesta, men inte alla, efternamn som är förknippade med banshees har prefixet Ó eller Mc/Mac  – det vill säga efternamn av gaeliskt ursprung, vilket avser en familj som är infödd i de ökeltiska länderna, snarare än de som hör till de nordiska, anglosaxiska, eller normandiska.
Det finns några undantag från detta, samt att en banshee kan begråta en person som hade blivit "begåvad med musik och sång". Det finns till exempel berättelser om att om någon från klanen Fitzgerald hörde en banshee – eftersom de påstås ha blivit "mer irländare än irländarna själva" – och att Bunworth Banshee, förknippad med pastorn Charles Bunworth (ett namn av anglosaxiskt ursprung), förebådade döden för en irländare som hade varit en beskyddare för musiker.
Enligt traditionen hade vissa familjer sin egen banshee,  med Ua Briain banshee, som heter Aibell, som var härskare över 25 andra banshees som alltid skulle vara på plats hos henne.